# Economia de combustible (aeronàutica)

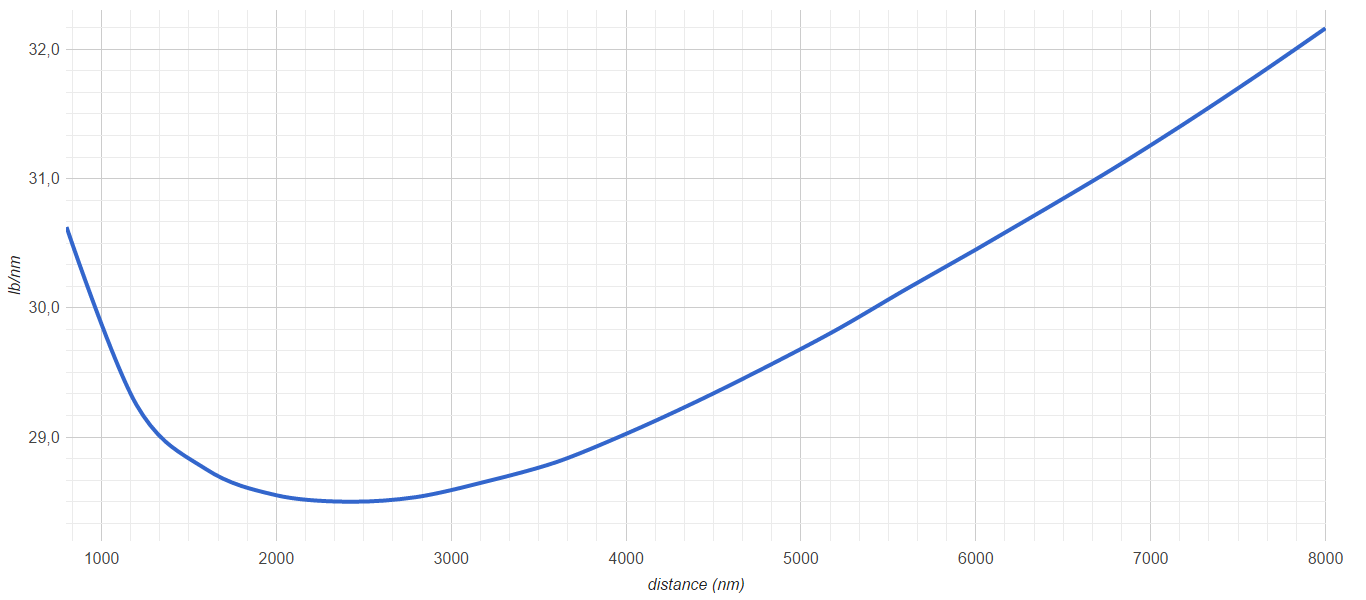
Diagrama del consum de combustible (lb/mn) d'un Boeing 777-224 segons l'abast del vol (mn)

L'economia de combustible d'una aeronau és un factor que determina la quantitat de combustible que necessita l'aeronau per transportar una certa càrrega (passatgers o mercaderies) a una certa distància. Es pot expressar de diferents maneres, com ara en litres de combustible per passatger per quilòmetre. Un estudi publicat el 2018 situà Norwegian Air Shuttle com l'operador de vols transatlàntics amb la millor economia de combustible i l'Airbus A350-900 com l'avió amb el millor rendiment de combustible en el mateix tipus de vols.